# 約翰·策萊佩斯·科穆寧
約翰·策萊佩斯·科穆寧（希臘語：Ιωάννης Κομνηνός Τζελέπης）是至尊者伊薩克·科穆寧的長子以及拜占庭帝国皇帝阿历克塞一世的孫兒。年輕時他陪伴父親於安那托利亞和黎凡特等地輾轉流亡，期間約翰曾短暫與奇里乞亚亚美尼亚王国統治者莱翁一世的女兒結婚。1138年，約翰的父親伊薩克與其兄長約翰二世和解，之後約翰便隨同父親回到君士坦丁堡的宮廷居住。但在隔年圍困紐該薩利亞城的戰役期間，約翰叛逃至敵方達尼什曼德王朝軍隊的陣地，此後他繼續前往魯姆蘇丹國的首都科尼亞，獲得蘇丹梅蘇德一世的接納並與他的一名女兒結婚。根據部分日後鄂圖曼帝國極有可能是虛構出來的傳統觀點認為，鄂圖曼王朝的皇室為約翰遺下的後裔，擁有科穆宁家族的血統。

## 生平
約翰·策萊佩斯·科穆寧大約出生於1112年，為受封至尊者頭銜伊薩克·科穆寧和他妻子伊琳娜所生的兒子，伊薩克是當時拜占庭帝国皇帝阿历克塞一世的幼子。除此之外，約翰那位在歷史上少有記載的母親可能具有斯拉夫人的血統。

### 流亡歲月

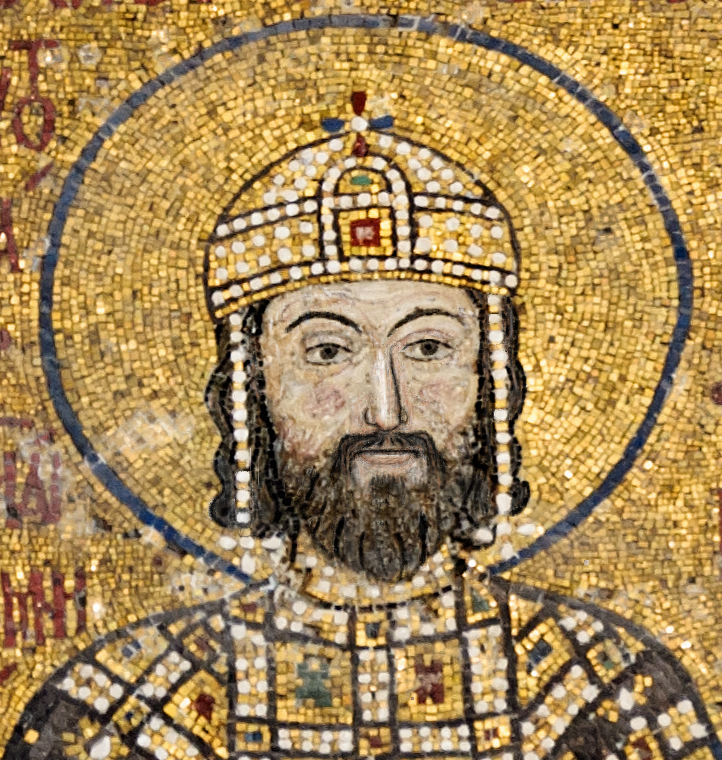
約翰的叔叔約翰二世，其馬賽克肖像畫現存於今日的圣索菲亚大教堂內

伊薩克·科穆寧和他的兄弟約翰二世早年的感情極為融洽，但此後他們開始漸行漸遠，到了1130年時，兄弟倆人的關係已經惡化至相當疏遠的地步。約翰二世與伊薩克兄弟決裂的真正原因仍未能確知，歷史學者尼基塔斯·霍尼亚提斯與約翰·金納莫斯在他們的著作裡也僅是簡要地提到伊薩克的野心開始膨脹，渴望有朝一日能繼承帝國的寶座是他與約翰二世交惡的主因。1130年，伊薩克在兄長約翰二世離開首都君士坦丁堡與塞爾柱王朝的魯姆蘇丹國作戰時，試圖在這段時間裡趁機推翻約翰二世的政權奪取王位，在陰謀被揭發後，伊薩克只能和他的兩個兒子設法逃離君士坦丁堡，並前往達尼什曼德王朝的埃米爾加齊·古姆什泰根在梅利泰内的宮廷避難。約翰在此後長達六年的時間始終陪伴著父親四處流亡，期間他們在安那托利亞和黎凡特間來回奔波，伊薩克努力不懈地試圖將各地的統治者們團結起來反抗他哥哥約翰二世。
伊薩克一家先是從梅利泰内來到特拉布宗，特拉布宗的總督君士坦丁·加夫拉斯於1126年脱离拜占庭中央政权，成為半獨立的卡爾迪亞軍區當地的實質統治者。之後伊薩克再度啟程前往奇里乞亚亚美尼亚王国，起先親王莱翁一世對他們的到來表示歡迎，約翰甚至迎娶了莱翁的一名女兒，並獲得摩普綏提亞和阿达纳兩座城市作為她妻子陪嫁的豐厚嫁妝。然而在不久後，他們便被莱翁趕出宮中，約翰與父親只能被迫放棄在奇里乞亚的土地與財產，前往魯姆蘇丹國的領地向蘇丹梅蘇德一世尋求庇護。
儘管伊薩克挖空心思企圖組建一支反抗他兄長的聯盟，但他的努力終歸是徒勞無功的。伴隨拜占庭帝國一連串的軍事勝利，約翰二世的王座益發穩固，尤其在1137年至1338年間的戰役中，約翰二世將安條克公國納為帝國的臣屬，更是大幅增強他在拜占庭貴族、文武百官和人民心中的地位。約翰成功的統治使伊薩克原先在拜占庭的擁護者們開始放棄對他的支持。在逐漸不利的局勢下，伊薩克只能被迫尋求與他的兄弟和解，1138年春天，伊薩克遇見正從安條克公國帶領軍隊返國的兄長約翰二世，皇帝很快便原諒他的弟弟並將他們一家帶回君士坦丁堡，結束了伊薩克四處流亡的日子。

### 叛逃與後續

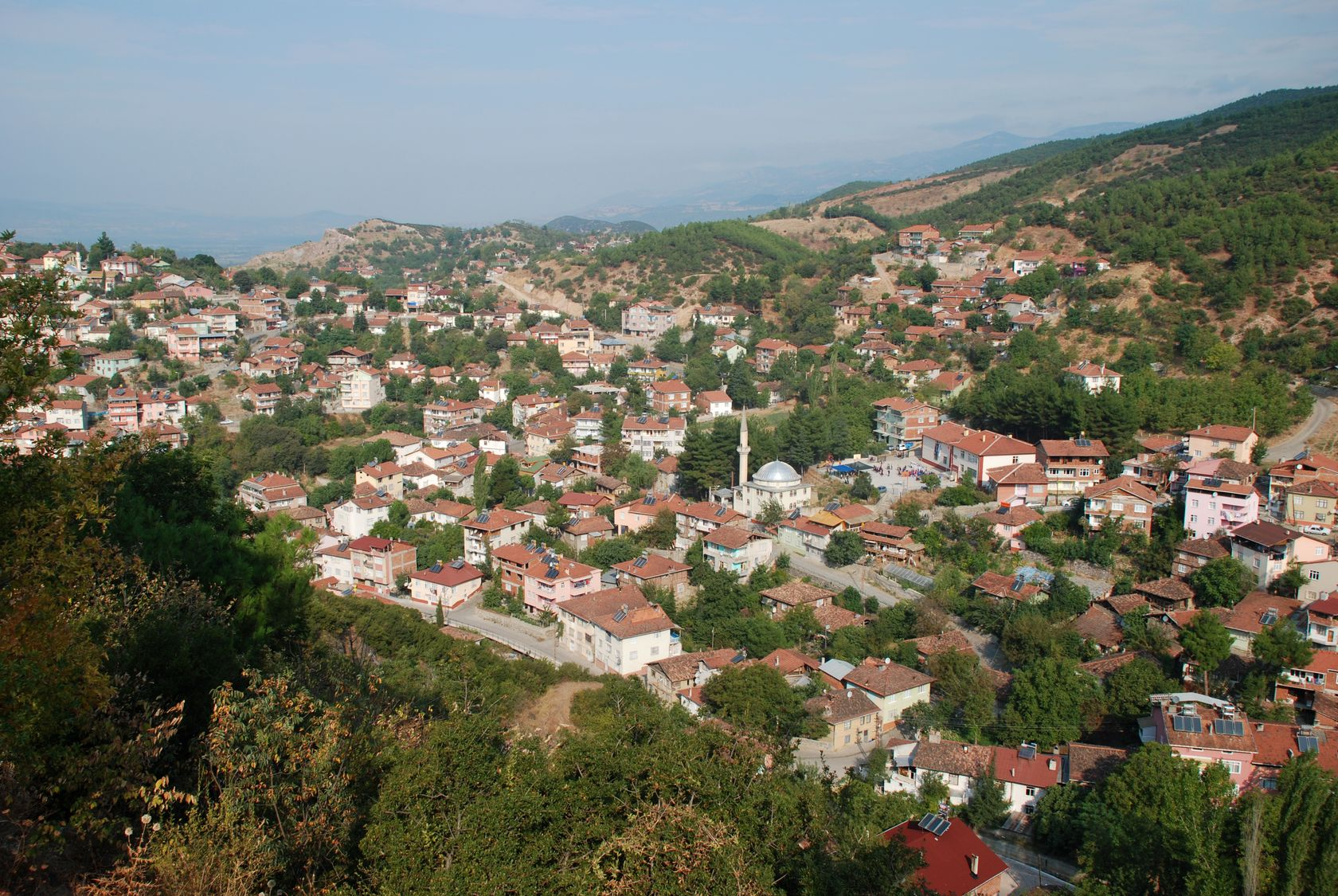
約翰·策萊佩斯·科穆寧在圍攻紐該薩利亞堡壘的期間因故叛逃，紐該薩利亞即今日土耳其北部的小鎮尼克薩爾

1139年，約翰隨同他的伯父約翰二世出兵攻打古姆什泰根的繼任者馬利克·穆罕默德加齊。這次軍事行動中拜占庭的軍隊包圍了穆罕默德位於紐該薩利亞的堡壘。在兩軍對峙期間，一場意外事件導致約翰的叛逃：約翰二世看到一位傑出的拉丁人騎士徒步而行，皇帝因此命令約翰將他的純種阿拉伯馬坐騎讓給騎士。這項要求激怒了高傲的約翰，他不僅拒絕皇帝的要求，更對那名拉丁騎士發起挑戰，要求雙方決鬥來決定馬匹的歸屬，此時約翰注意到伯父對他的回應皺起眉頭表露不悅，約翰隨即果斷放棄自己的阿拉伯馬，並躍上另一匹快馬疾馳到敵方的陣營。由於穆罕默德在約翰先前的流亡生涯中與他相識，因此來到達尼什曼德營地的約翰受到穆罕默德的熱情歡迎。約翰隨即洩露他所知道有關拜占庭軍隊缺乏足夠物資和馬匹的關鍵情報，在掌握拜占庭軍隊的弱點後，紐該薩利亞因此免於被拜占庭大軍攻陷的命運，約翰二世別無選擇，只能率軍撤退。
之後約翰從紐該薩利亞啟程前往魯姆蘇丹國的首都的科尼亞。在那裡，他改宗伊斯兰教並與梅蘇德一世的一名女兒結婚，根據16世紀的歷史學家馬卡里奧斯·梅里森諾斯所撰寫的文獻記載，約翰的妻子名為卡麥菈（Καμερώ）。約翰此後的生平少有記錄，他確切的死亡日期或是在科尼亞宮廷詳細的生活情況皆不為人知。不過約翰確實獲得許多土地以及豐厚的財產，並因他淵博的學識而受到塞爾柱人的高度敬重。他的妻子還可能是日後保衛魯姆蘇丹國首都科尼亞的戰役中，領導塞爾柱軍隊與約翰堂弟曼努埃爾一世作戰的那名女子，那時約翰極有可能已經去世。
根據學者馬卡里奧斯·梅里森諾斯及其他日後的傳統觀點，大多假定約翰名字中的「策萊佩斯」（Τζελέπης）這個字彙是希臘語中對土耳其語頭銜「切萊比」的轉寫，切萊比在土耳其語中意指貴族出生的爵爺或紳士。不過也有學者提出反對的看法，像是馬卡里奧斯·梅里森諾斯自己便對約翰即是策萊佩斯的說法提出質疑，認為策萊佩斯完全是與約翰無關的另一名男子。此外，根據日後鄂圖曼帝國的部分觀點主張，約翰和他的塞爾柱妻子兩人育有一名兒子蘇萊曼沙阿，傳說蘇萊曼沙阿是鄂圖曼王朝的先祖，為埃尔图鲁尔加齐的父親以及王朝奠基者奧斯曼一世的祖父。這項說法最早出自蘇丹穆罕默德二世之口，在穆罕默德二世征服君士坦丁堡後，他試圖藉由宣稱自己為科穆宁家族的後裔，來加強他繼承原拜占庭帝國首都的合法權利，但這則軼聞極有可能是虛構出來的故事。根據相關的歷史研究指出，科穆寧家族與鄂圖曼皇室有血緣關連的可能性並不高。其很大程度上僅是被編造出來的族譜，為穆罕默德二世拉攏拜占廷遺民民心的作法，以鞏固他統治的法理基礎，類似的論點尚有鄂圖曼皇室是來自烏古斯人卡耶部落的故事，其目的同樣是為了提升鄂圖曼家族血統的高貴與正當性。假若真有絲毫有關科穆寧與鄂圖曼血脈連結的真實性，它也僅表明蘇萊曼沙阿的母系血統有些許機會來自科穆寧家族，可能是約翰·策萊佩斯·科穆寧的孫女。